# En no Gyōja
En no Ozuno, también llamado En no Gyōja (役小角?) y Otsuno fue un asceta y místico japonés nacido en el año 634, en Katsuragi (actual prefectura de Nara) y fallecido entre los años 700 y 707. Es considerado tradicionalmente como el fundador del Shugendō, el camino del entrenamiento ascético practicado por el gyōja o yamabushi.
Fue desterrado por la Corte Imperial a Izu Ōshima el 26 de junio de 699, pero los cuentos populares al menos tan antiguos como el Nihon Ryōiki (c. 800) cuentan sus poderes y hazañas sobrenaturales.
Se le conoce con el nombre En no Gyōja (役行者 En, el asceta?) , En no Ubasoku (役優婆塞 En, el laico?) , o también con el nombre completo En no Kimi Ozunu, donde Kimi (君?) es su kabane o nombre titular. Durante el reinado de Kōkaku Tennō (光格天皇?) (1771 - 1840) se le otorgó el título póstumo de Shinben Daibosatsu (神辺大菩薩 Maravilloso y gran bodhisattva?).

## Biografía

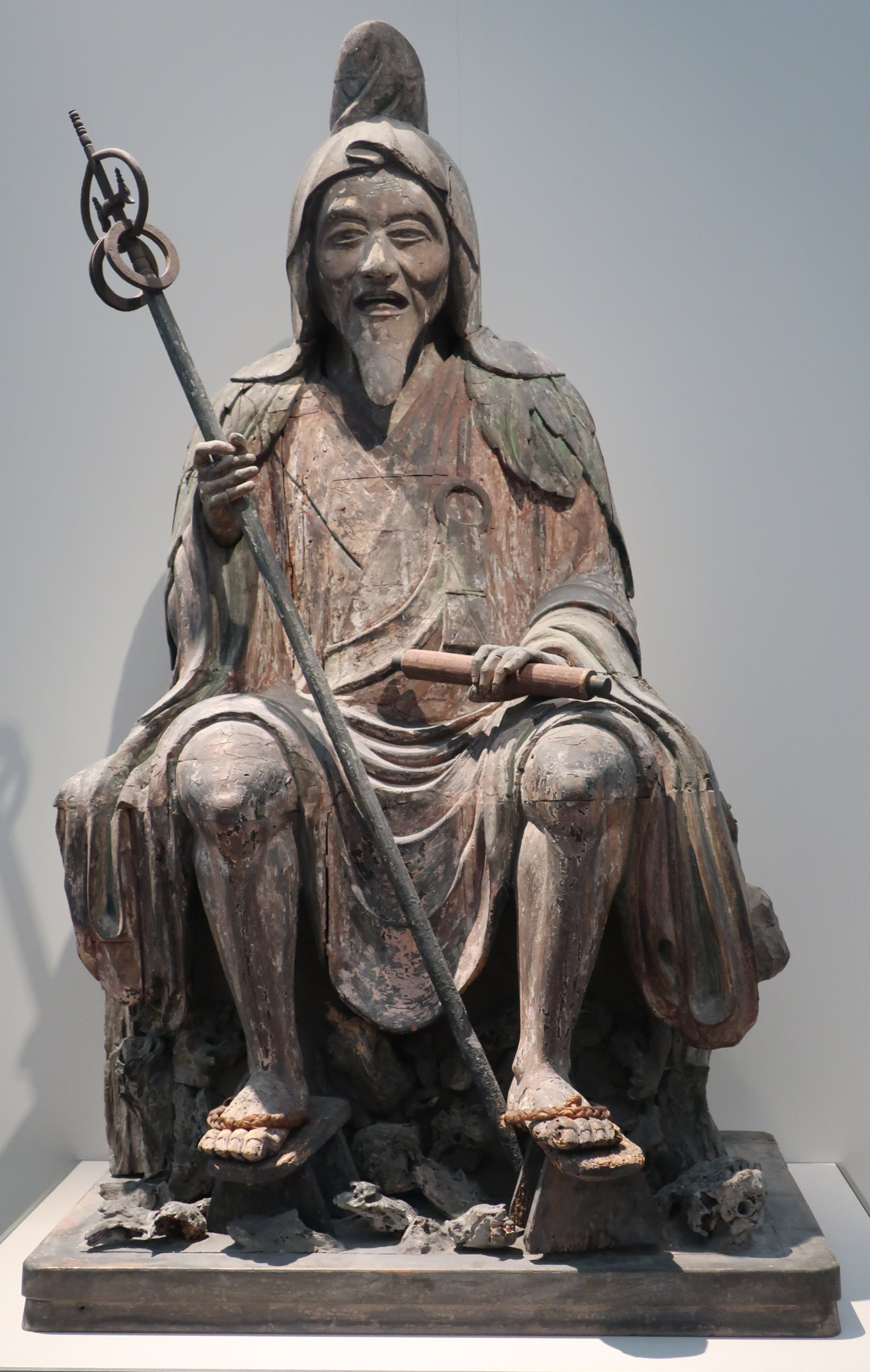
Estatua de En no Gyōja del período Kamakura (1300-1375), Museo de Arte Kimbell.

Según el Nihon Ryōiki (日本霊異記 Crónica de milagros de Japón?), la más antigua y completa colección de relatos tradicionales japoneses, En no Gyoja nació en el sexto año del emperador Jomei (634) en la provincia de Yamato (actualmente Chihara, ciudad de Gose, prefectura de Nara) en las montañas Katsuragi como descendiente del clan Kamo, quienes habían vivido en esta zona montañosa durante muchos años, que era rica en vegetación y hierbas medicinales. Según la tradición, él era muy versado en hierbas medicinales e incluso tenía su propio jardín, pero por alguna razón cesó sus actividades como herbolario en el año 675, momento cuando ya había logrado ganarse una reputación como sanador. 
En el año 650, a los 16 años, fundó el templo Shimei-in en lo que hoy se conoce como la provincia de Yamashiro. Al año siguiente, aprendió magia en el Templo Gango-ji. Después de eso, se sometió a un entrenamiento de montaña en el Monte Katsuragi, seguido de un entrenamiento en las montañas de Kumano y Omine. Cuenta la leyenda que curó a Fujiwara no Kamatari cuando tenía veinte años.
Cuando murió el padre de En no Gyoja, él pidió al cielo otro hijo para su madre, quien dio a luz a un niño, que recibió el nombre de Tsukivakamaru (月若丸?). Después de eso, En-no Gyoja, a la edad de 32 años, pasó a la austeridad en las montañas Katsuragi, donde se dice que estaba protegido por animales salvajes durante su adiestramiento y según la leyenda, encontró fuentes de plata y cinabrio allí.
Largos años de meditación en la montaña le dieron el nombre de En no Gyoja, y finalmente fundó la religión de Shugendō en el Monte Katsuragi en la prefectura de Nara. Esta nueva religión creció rápidamente, lo que preocupó al emperador Monmu, a quien le preocupaba que la nueva doctrina pudiera representar una amenaza para su poder, por ello, exilió a Ozunu durante tres años a la isla de Izu Ōshima. Según la mayoría de las leyendas del Shugendō, durante el tercer año del emperador Monmu (699), uno de sus estudiantes llamado Karakuni no Muraji Hirotari (韓国の連広 足?) declaró falsamente que era un hechicero malvado que utilizaba hechizos y demonios para engañar a la gente con sus doctrinas, por lo que fue exiliado a la isla.

"El 24 de mayo, tercer año del emperador Monmu, Ozuno fue exiliado a Izu Oshima. Para empezar, Ozunu vivía en el monte Katsuragi y era admirado por su brujería. Incluso lo era tanto que Karakuni no Hirotari, miembro del Quinto Rango, Grado Inferior, lo admiraba como maestro. Posteriormente, sin embargo, se puso celoso de su habilidad y lo acusó falsamente. Por lo tanto, fue desterrado tras decirse que Ozunu podía usar demonios para sacar agua y recoger leña."

A pesar de este incidente, parece que la Corte continuó evaluando altamente el conocimiento herbolario de la escuela de Ozunu, desde Vol. 11 del libro también cuenta que el 5 de octubre, del 4° Tenpyō (28 de octubre de 732 d. C.), precisamente su alumno Karakuni no Hirotari fue elegido como Ten'yaku no Kami (典薬頭 Jefe de Boticarios?), el puesto más alto en el Ten'yaku-ryō (典薬寮 Agencia de Boticarios?).
Aunque se dice que dos años más tarde, a inicios del año 701, fue indultado y regresó a Chihara solo para morir a mediados de ese año, existen muchas versiones sobre los eventos de sus últimos días. Según el Konjaku monogatarishū (今昔物語集 Antología de cuentos del pasado?), tras regresar, En no Gyoja pasó algunos meses en el monte Katsuragi, tras lo se fue a las montañas de Mino (cerca de Osaka) y después navegó hasta China. Según otra versión, fue perdonado en 702, tras lo cual se fue a China con su madre; sobre esto el Nihon Ryoiki señala que el monje Dōshō (道昭?) (629–700) lo conoció allí. También hay muchas historias sobre cómo En no Gyoja viajó y estableció santuarios en varios lugares, incluida la cordillera de Omine y el monte Kimpusen (prefectura de Nara), el monte Mino, el monte Ikoma (en la frontera de las prefecturas de Nara y Osaka) en la región Tokai y la provincia de Izu.

## En la religión Shugendō

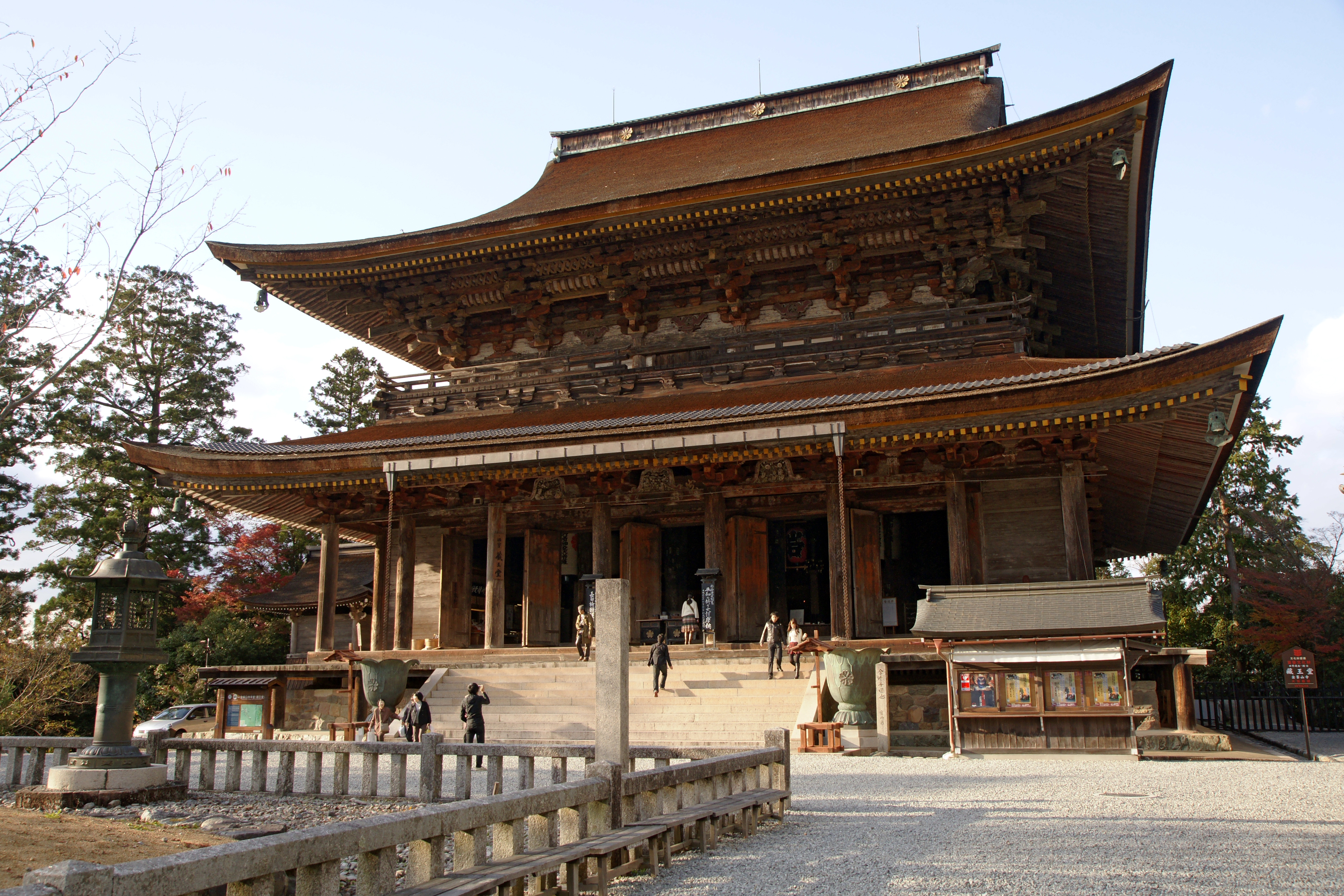
Kinpusen-ji (金峯山寺), el templo principal del shugendō, ubicado en el distrito Yoshino de la prefectura de Nara.

El shugendō (修験道?) es una práctica con una tradición mística-espiritual originada en el Japón pre-feudal, en donde la iluminación era equiparable con el logro de la unidad de los kami (神?). No debe ser confundido con una religión o una secta Budista sincrética.
En la religión popular, En no Ozunu se considera tradicionalmente el fundador de Shugendō, una religión sincrética que incorpora aspectos del taoísmo, sintoísmo, budismo esotérico y chamanismo tradicional japonés. Con sus orígenes en solitario en hiriji en el siglo séptimo, el shugendō evolucionó en una amalgamación entre Budismo esotérico, Sintoísmo y muchas otras religiones influyentes, incluyendo al Taoísmo. El Budismo y el Sintoísmo fueron amalgamadas en el shinbutsu shūgō, y la visión sincrética de Kūkai efectuó numerosas influencias hasta el final del Periodo Edo, coexistiendo con los elemento sintoístas en el shugendō.

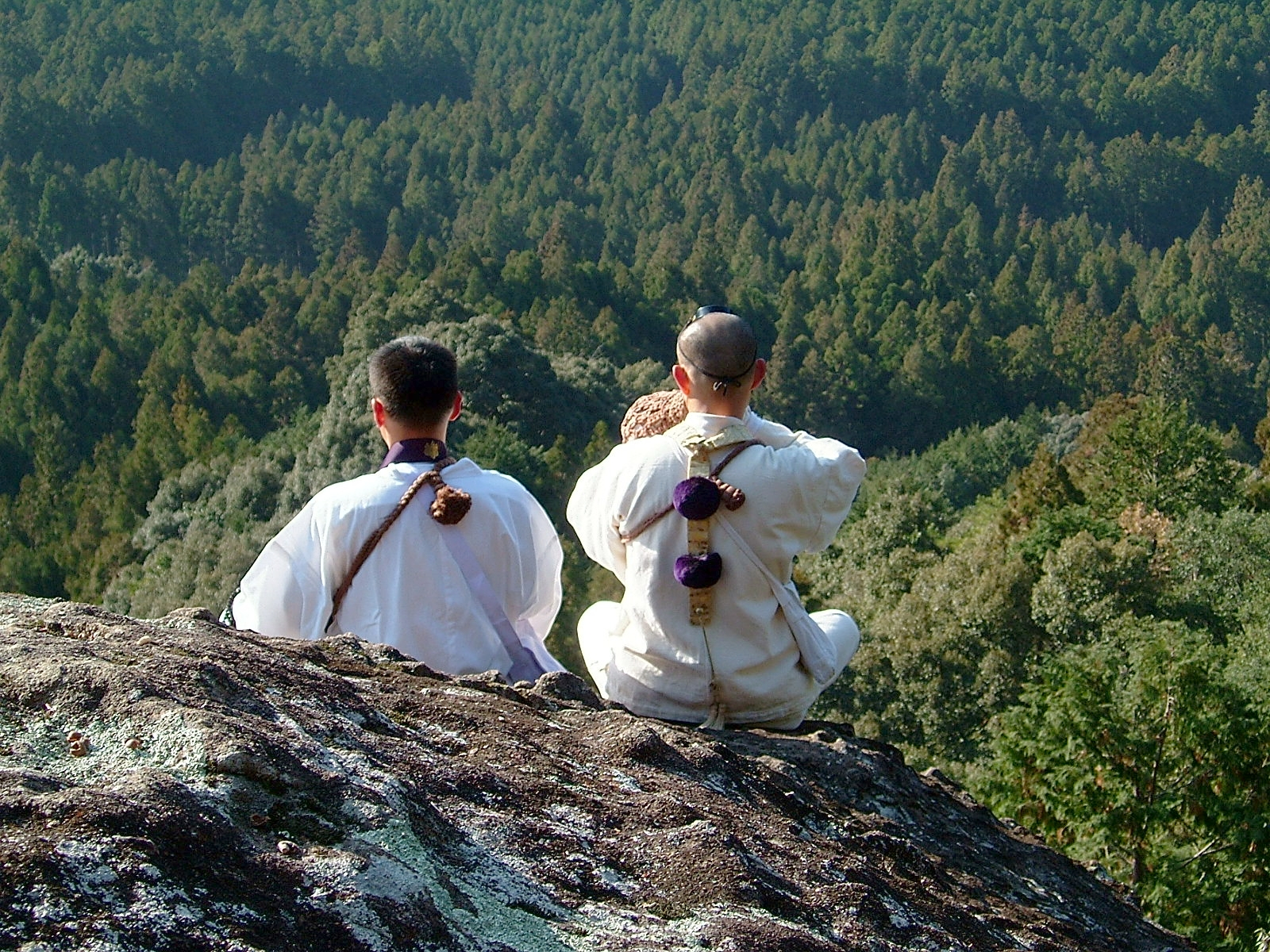
Practicantes de shugendō en las montañas de Kumano.

Esta percepción de "despertar" por la experiencia se obtuvo a través del entendimiento de las relaciones entre el hombre y la naturaleza, centrado en el ascetismo (la práctica de vivir en las montañas). El enfoque o la meta del shugendō es el desarrollo de la experiencia, el poder espiritual, la paz y el contacto con la felicidad inmanente. Con los trasfondos de los cultos de las montañas, el shugendō incorpora creencias o filosofías del Antiguo Sintoísmo, así como el animismo popular, y además de un desarrollo como del Taoísmo y el Budismo esotérico llegado a Japón. El asceta y místico del siglo VII "En no Gyōja", es usualmente considerado como el primer organizador del shugendō como una doctrina. Shugendō literalmente significa, "la vía de los poderes" o "el camino del entrenamiento y la prueba" o "el camino al poder espiritual a través de la disciplina" entre otros.
En no Gyōja recibió el título póstumo de Jinben Daibosatsu (神変大菩薩 Gran Bodhisattva Jinben?) en una ceremonia celebrada en 1799 para conmemorar el milésimo año de su fallecimiento. La autoría del Sutra no canónico sobre la vida ilimitada del cuerpo triple se atribuye a En no Gyōja. Debido a su estatus mítico como santo de la montaña, se creía que poseía muchos poderes sobrenaturales.
En la cultura moderna, el shugendō es practicado principalmente por las sectas Tendai y Shingon, reteniendo su influencia en la religión y cultura japonesa. Algunos de los templos son: Kinpusen-ji en el Monte Yoshino (Tendai), Santuario Ideha en Dewa Sanzan, Daigo-ji en Kyoto (Shingon).

## Leyendas

### Zaō Gongen

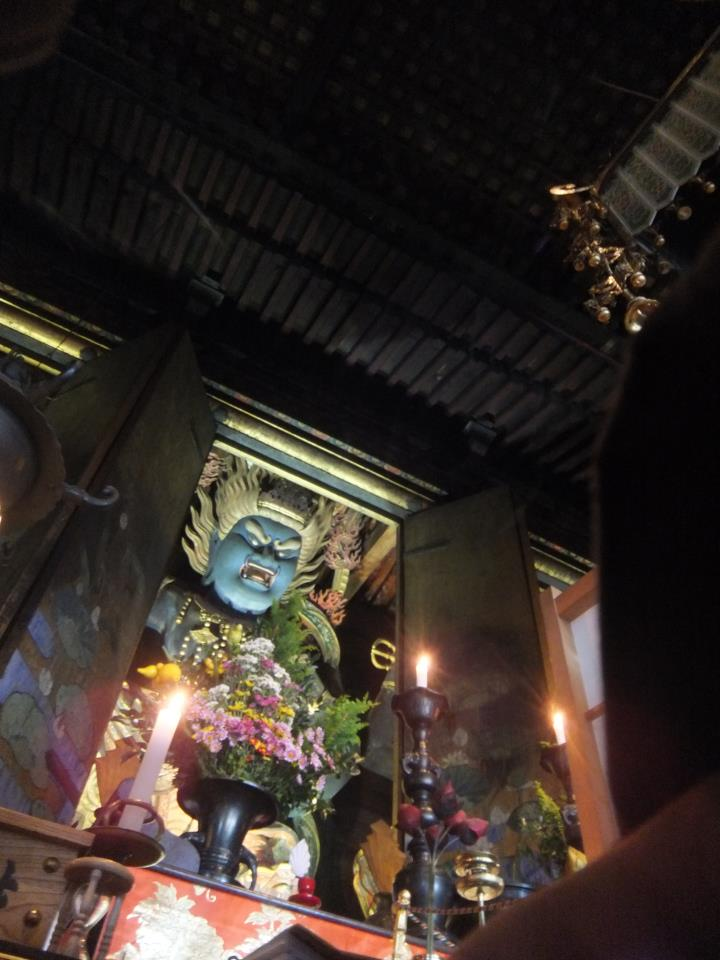
Estatua de Zaō Gongen, en el templo Kinpusen-ji.

En el Monte Kimpusen, también conocido como Monte Yoshino, se venera a la deidad combinatoria Zaō Gongen (蔵王権現?), también llamado Kongō Zaō Bosatsu (金剛蔵王菩薩?), una deidad adorada en el Shugendō. Según las leyendas, cuando En no Gyōja visitó la montaña, descubrió en ella un yacimiento de oro tan grande que le hizo temer que corrompiera a las personas, por lo que rezó para que apareciera una deidad tutelar que pudiera salvar a todos los seres sintientes y ayudarlo a dominar los demonios y al mal. Según la tradición, Zaō apareció en respuesta a sus peticiones, pero solo después de que aparecieran otras divinidades budistas que fueron rechazadas por ser demasiado mansas.
Al principio, se le aparecieron tres divinidades budistas: el primero fue Shakyamuni, el Buda histórico o Buda de las Eras Pasadas; el segundo fue el Bodhisattva Kannon de mil brazos, deidad de la Compasión y Salvador en la Era Actual; el tercero fue el Miroku Bodhisattva, que está destinado a convertirse en el Buda del futuro; sin embargo En no Gyōja consideró que todos ellos lucían mansos y eran demasiado amables, por lo que oró de nuevo y la tríada se fusionó en un Gongen (権現?) de aspecto feroz llamado Zaō Gongen, quien dotó a En no Gyōja de poderes mágicos; sin embargo ésta y otras leyendas no aparecieron hasta los siglos XII y XIII, mucho después de la muerte de En no Gyōja.

"Otra versión relata que Zaō apareció en forma de mandala, sentada sobre una piedra enjoyada en el lago Seiryū en la cima del monte Kimpu. Otro afirma que mientras En estaba meditando en el monte Yūjutsu, la deidad Benzaiten apareció el séptimo día, siendo conocida como Tenkawa Benzaiten; el día 14 apareció un Jizō Bodhisattva, y este se conoció como el Shōgun Jizō de Kawakami. Finalmente, el día 21, Zaō Gongen apareció como la feroz deidad Kōjin, incorporando las identidades de Buda Dainichi, Buda Shakyamuni y Buda Amida".
Kadoya Atsushi, Universidad de Kokugakuin

Zaō Gongen es quizás la divinidad más poderosa del Sangaku Shūkyō (山岳宗教 Culto religioso a la montaña?) en Japón. Es ampliamente venerado en toda la cadena montañosa que se extiende desde Yoshino hasta Kumano (la cuna de la práctica de Shugendō), pero también es venerado en numerosos santuarios y templos de montañas remotas en todo el país.

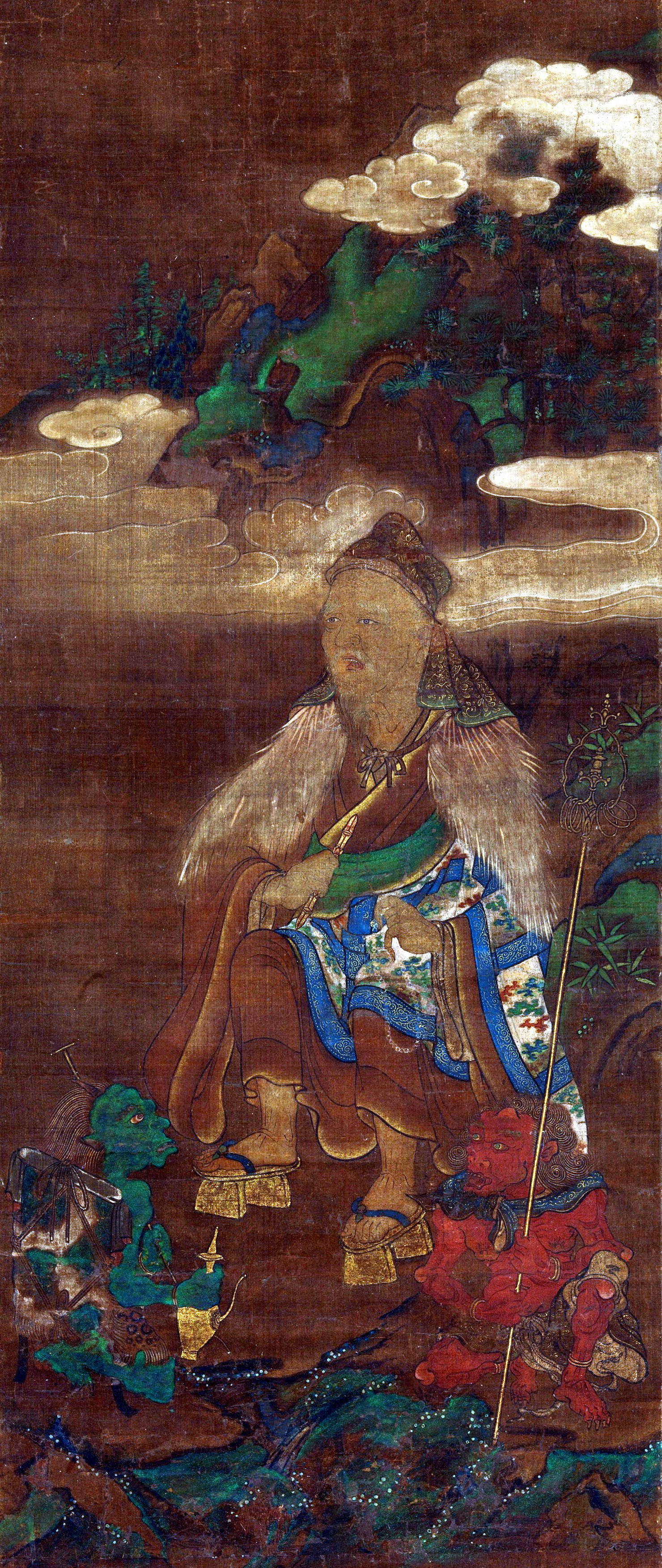
Retrato de En no Gyōja acompañado por Zenki y Goki acarreando agua y madera para él.

### El exilio de Ozuno
En 699, según la mayoría de las historias del Shugendō, un discípulo celoso llamado Karakuni no Muraji Hirotari (韓国の連広 足?) lo acusó falsamente de practicar hechicería maligna y consiguió que lo desterraran a la isla de Itōshima (伊豆嶋?) durante el reinado del emperador Monmu (文武天皇?). Sin embargo, según el relato Konjaku Monogatari Shū (今昔物語集?) de finales de la era Heian, esto realmente sucedió porque En no Gyōja decidió que era necesario construir un puente desde el Monte Katsuragi hasta el Monte Kimpusen para permitir que sus seguidores visitaran ambos lugares. Buscando quien pudiera realizar esta labor, encontró al Hitokotonushi no Kami (一言主神?); pero el puente nunca se completó, ya que al kami le acomplejaba su apariencia y solo trabajaba por las noches enfureciendo a Ozunu, quien como castigo lo ató con hechizos y confinó en el fondo del valle. Para vengarse, Hitokotonushi poseyó a Hirotari, discípulo del santo y además miembro de la corte imperial, y usando su cuerpo presentó quejas en la capital difamando al maestro frente al emperador Monmu con acusaciones de conspirar organizando una rebelión. Ozunu rechazó presentarse en la corte hasta que su madre fue hecha prisionera como medida de presión y solo después de esto fue a la corte, siendo exiliado a Izu Ōshima.
Se dice que a pesar de ello todas las noches durante su exilio llegaba a la cima del monte Fuji caminando sobre el mar desde Izu Oshima, también se dice que escapó de la isla y se entrenó en el monte Izu, en la parte oriental de la ciudad de Atami y descubrió Hashiri-yu, la fuente de las aguas termales del monte Izu. Hitokotonushi, aun resentido, informó esto al Emperador exigiendo que Ozunu fuese ejecutado, pero todos los intentos de matar al hombre fallaron ya que las armas se rompían cuando lo atacaban. Sin embargo al investigar se descubrió indicios de la intervención de Miroku Bodhisattva en las armas utilizadas contra el santo y Monmu, al ver que Ozunu no era un hombre normal, terminó su exilio.
Algunas historias afirman que efectivamente tras ser indultado regresó al monte Katsuragi pero, cuando unos meses más tarde se fue a las montañas japonesas en Minō, alcanzó el Nirvana lo que le permitió irse a China caminando sobre el agua. Otros relatos afirman que fue liberado en 702, después de lo cual se convirtió en Sennin (仙人 inmortal?) y voló hacia el Gran Cielo.
Según se dice, Hitokotonushi continúa encerrado en el valle debido a los conjuros de Ozuno. Una historia cuenta que posterior a estos hechos un hombre llamado Taicho debió pernoctar en el monte Katsuragi; en medio de la noche una voz lo despertó rogando ser liberado ya que estaba atado a una roca; pero cuando Taicho intentó liberarlo Ozunu se manifestó en el lugar y furioso señaló que la voz pertenecía a Hitokotonushi, por lo que Taicho huyó del lugar.
Otra leyenda dice que su madre es quien fue acusada falsamente de tener un romance con su primo, por lo que fue arrestada y como Ozuno intentó ayudarla también fue arrestado, atado con cuerdas de paja y exiliado a Izu. Tsukiwakamaru, su hermano menor, se vio obligado a vender flores para ganarse la vida tras este incidente, pero inesperadamente pudo conocer al emperador y tras contarle su historia se ganó su simpatía, lo que permitió que Ozunu y su madre fueran indultados, pero Ozuno decidió quedarse en las montañas.

### Zenki y Goki

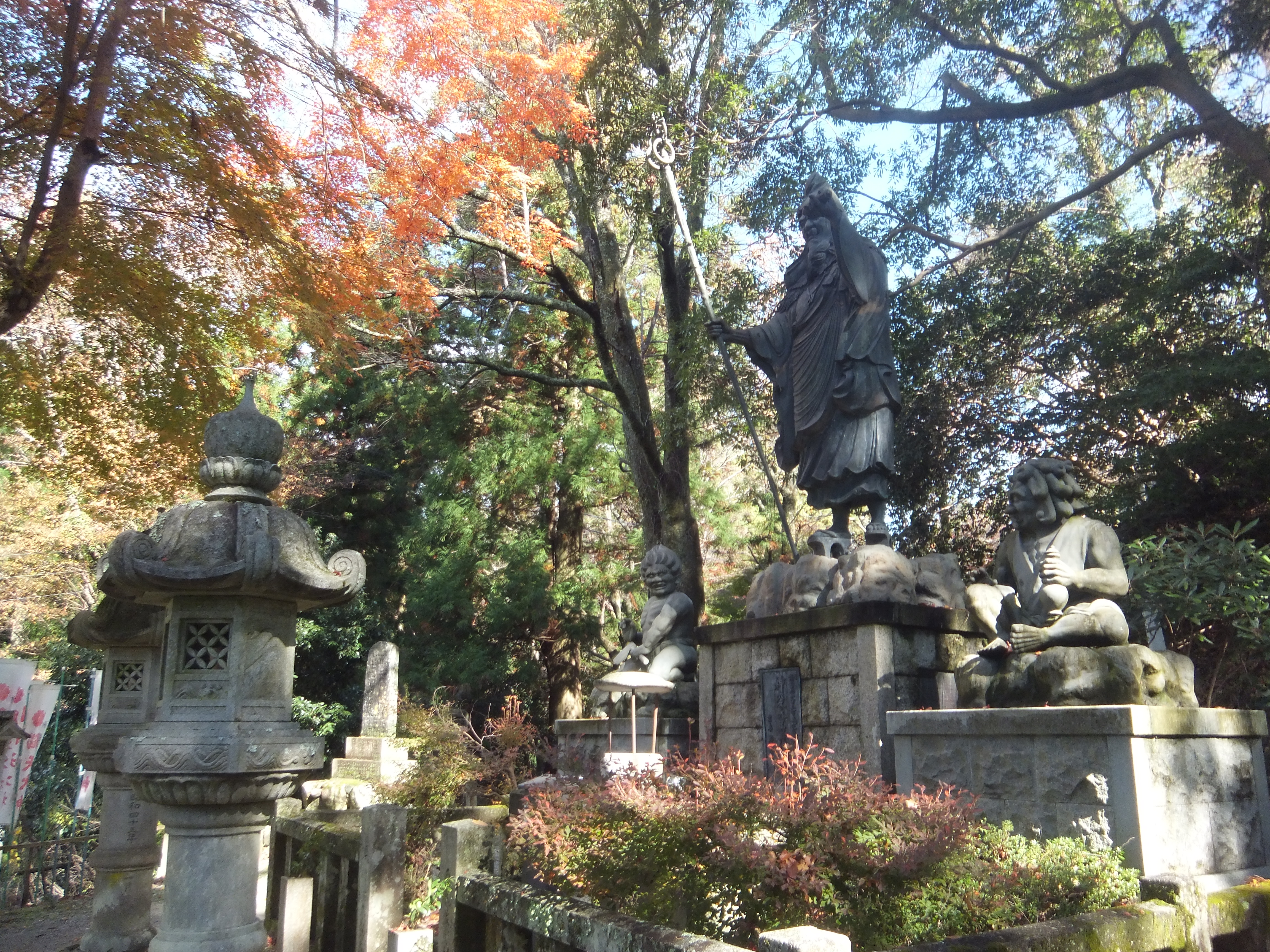
Estatua de En no Gyōja, escoltado por Zenki y Goki, ubicada en el templo Kinpusen-ji.

En la iconografía de En no Gyoja, una pareja de demonios suelen aparecer como sus compañeros, por lo general acarreando agua y leña para el hombre. Estos son el demonio masculino Sekigan (赤目 Ojo Rojo?) y el demonio femenino Koko (黄口 Boca Amarilla?). Hay muchas leyendas sobre esta pareja, pero, por regla general, todas se reducen al hecho de que ambos demonios dejan de hacer malas acciones y se convierten en sirvientes del santo, siendo comúnmente representado con los demonios Zenki y Goki colocados a su izquierda y derecha.
Según la leyenda, los dos demonios vivían en las montañas cercanas a la ciudad de Nara, a cuyos habitantes les robaban niños. En-no Gyoja acudió en ayuda de la gente de Nara y ocultó a los cinco hijos de la pareja de demonios, haciéndolos creer que han muerto; al darse cuenta del dolor que causaron a las personas, los demonios se arrepienten de sus acciones y, habiendo detenido sus atrocidades, comienzan a servir a En-no Gyoja tras lo cual el santo les devuelve sus hijos.
Cuando el santo sometió a los demonios y los puso a su servicio, Sekigan pasó a llamarse Zenki (前鬼 Demonio del frente?) y Koko pasó a llamarse Goki (後鬼 Demonio de atrás?). Estos demonios son la encarnación de lo femenino y lo masculino (yin y yang), donde yang es Zenki, que protege al santo por delante, y ying es Goki, que protege por detrás mientras que sus hijos son la encarnación de los cinco elementos del universo.

### La cascada del Monte Minō
El Minōyama Ryūanji (箕面山瀧安寺 Templo de la Paz del Dragón del Monte Minō?) del Monte Minō fue fundado por En no Gyōja, famoso por el paisaje otoñal de su cascada rodeada por cinco mil arces rojos. Según la leyenda, cuando En no Gyōja practicaba en Katsuragi, tuvo una visión de una montaña luminosa en el norte, por lo que fue a buscarlo y encontró la cascada Minō, detrás de cual había una cueva donde descubrió al Ryuuju Bosatsu (竜樹菩薩 Bodhisattva de la Sombra del Dragón?), quien le enseñó las grandes leyes y abrió el camino a la iluminación para En. 
En no Gyōja construyó un templo en el lugar dedicado a Benzaiten (弁財天?), practicando durante mucho tiempo en la zona; a partir de entonces, obtuvo poderes sobrenaturales. Se dice que durante estas prácticas quedó encantado con las hojas rojas de los arces cerca de la cascada Minō, por lo que un día las preparó fritas con el aceite de colza de su lámpara, lo que daría origen a los Momiji Tempura (もみじ天ぷら?), un tempura dulce de hojas de arce que hasta la actualidad los lugareños preparan.

## En la cultura popular
- En el Gion Matsuri de Kioto, una de las Carrozas Yamaboko está dedicada a En no Gyoja por lo que se considera un destino de peregrinaje anual para los yamabushi (practicantes de Shugendo), quienes realizan varios rituales en el lugar.[13]
- En el juego para celular Ninja Prophecy de Gameloft, la historia gira en torno a evitar que el espíritu malvado de Enno Ozunu acabe con la naturaleza después de ser despertado por un hechicero.
- En la novela de fantasía histórica Teito Monogatari de Hiroshi Aramata, el protagonista Yasunori Kato afirma ser descendiente de En no Gyōja.
- En el manga OZN de Shiro Ohno, el protagonista es una versión superheroica de En no Ozunu.
- En el juego de SNES Shin Megami Tensei, un NPC llamado En-no-ozuno reside en Kongokai.
- En el juego de PS1 Oni Zero: Fukkatsu, el antagonista principal es En no Gyōja.
- En la novela El Aro de Koji Suzuki, la madre de Sadako Yamamura rescata del mar una estatuilla de En no Ozunu, lo que le otorga los poderes sobrenaturales que fueron heredados por su hija.[14]
- En la película "Ninja Assassin", el antagonista es 'Master Ozunu'; quien encabeza el "Noveno Clan".[15]
- En el anime Zenki, un personaje póstumo llamado Enno Ozunu era el maestro de Zenki, quien siglos más tarde sería convocado nuevamente por su descendiente, Chiaki Enno.[16]
- En el manga y anime Shaman King el antagonista, Hao Asakura, se inspira En no Gyōja, mostrándosele como la reencarnación de un sabio iluminado que fue capaz de domesticar a los demonios Zenki y Goki entre muchos otros paralelismos con el personaje real.